# Sonsveien (przystanek kolejowy)
Sonsveien – kolejowy przystanek osobowy w Sonsveien, w regionie Akershus w Norwegii, jest oddalony od Oslo Sentralstasjon o 48,88 km. 

## Ruch pasażerski
Należy do linii Østfoldbanen. Jest elementem - kolei aglomeracyjnej w Oslo - w systemie SKM ma numer  550.  Obsługuje Spikkestad, Sandvika i Moss. Pociągi odjeżdżają co pół godziny w szczycie i co godzinę poza szczytem.

## Obsługa pasażerów
Wiata, automat biletowy, parking na 150 miejsc, parking rowerowy, kawiarnia, autobus, ułatwienia dla niepełnosprawnych, postój taksówek.. Odprawa podróżnych odbywa się w pociągu.